# Tamarind Institute

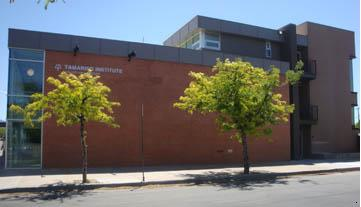
Le Tamarind Institute en 2010.

Tamarind Institute est un atelier de lithographie créé en 1970 comme faisant partie de l'université du Nouveau-Mexique à Albuquerque (Nouveau-Mexique, aux États-Unis). Il a débuté sous le nom de Tamarind Lithography Workshop, une société californienne à but non lucratif fondée par June Wayne sur Tamarind Avenue à Los Angeles en 1960. L'institut actuel et l'atelier de lithographie d'origine sont désignés sous le nom informel de « Tamarind ».

## Histoire et mission
Le Tamarind Lithography Workshop est fondé comme organisation à but non lucratif en 1960 sur Tamarind Avenue à Los Angeles par June Wayne, avec le soutien de la fondation Ford, pour revitaliser la technique de la lithographie aux États-Unis,,,. Elle en prend la direction, soutenue par le peintre et graveur Clinton Adams dans le rôle de directeur associé et Garo Antreasian dans le rôle de maître imprimeur et directeur technique. À une époque où les artistes américains ont tendance à rejeter la lithographie et l'impression collaborative en faveur des possibilités plus « directes » et « immédiates » de la peinture expressionniste abstraite, très en vogue au mitan du XXe siècle,,, elle constate en effet le manque de maîtres imprimeurs qualifiés pour aider les artistes dans la création de lithographies, l'absence d'institutions organisées où les imprimeurs et les artistes pouvaient collaborer au processus de création et un marché insuffisant pour les estampes originales,.

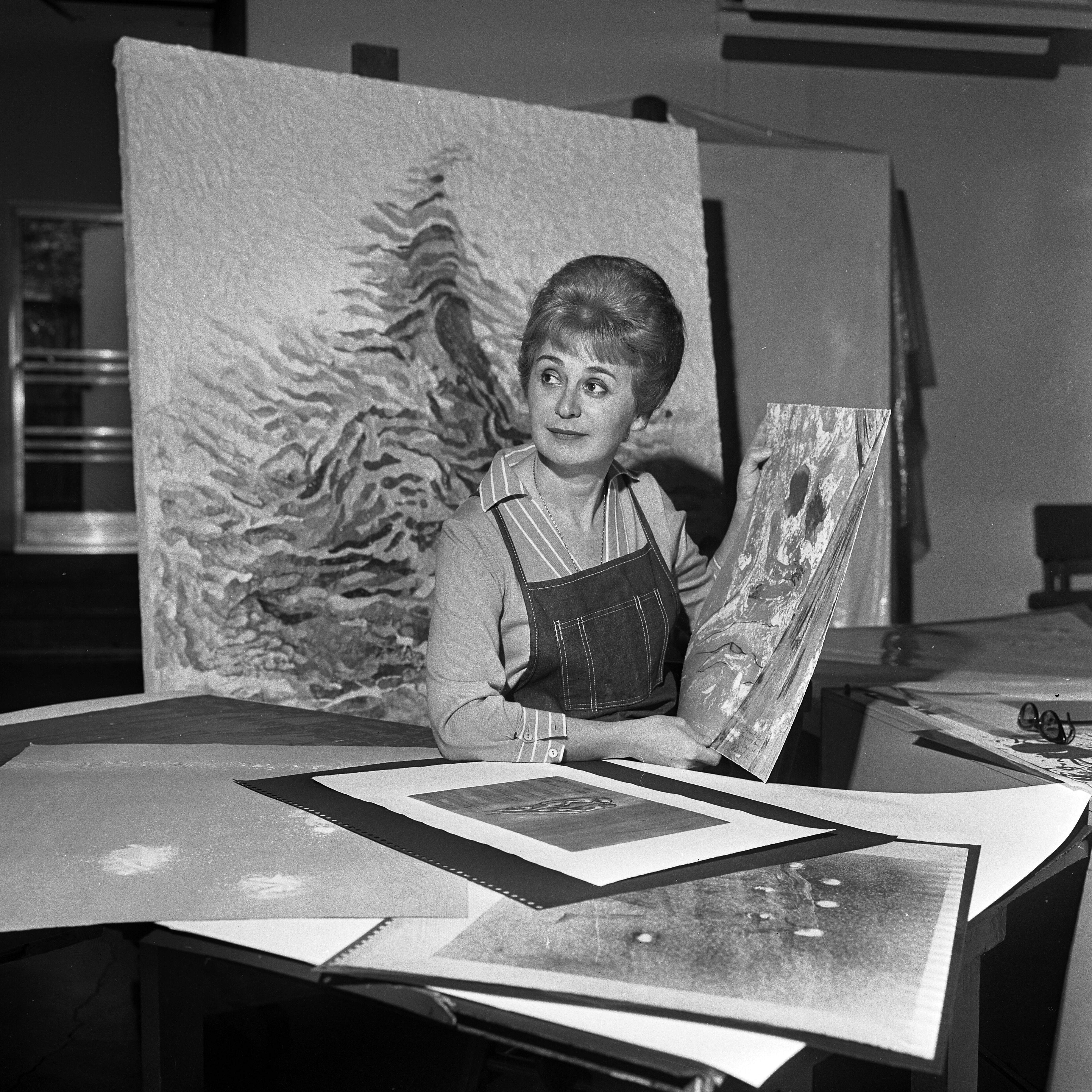
June Wayne à l'atelier de lithographie Tamarind en 1965.

Confronté à une pénurie d'opportunités sur tous les fronts et à un média qui semblait en voie d'extinction, June Wayne a cherché à créer plus qu'un simple studio :

« La vision critique de June Wayne — une perception au cœur de la proposition de Tamarind — était que le problème comportait de nombreuses facettes, dont aucune ne pouvait être résolue indépendamment de l'ensemble. Il ne suffirait pas d'inciter les artistes à faire des lithographies s'ils ne pouvaient pas trouver des possibilités de collaboration réelle avec des artisans-imprimeurs hautement qualifiés, et il ne suffirait pas de créer des ateliers de qualité sans tenir compte du climat économique dans lequel ils pourraient exister. »

Le site web de l'Institut Tamarind énumère les objectifs suivants, élaborés par Wayne, Adams et Antreasian en 1960 :
- Créer un vivier de maîtres artisans-imprimeurs aux États-Unis en formant des apprentis ;
- Faire évoluer un groupe d'artistes américains de styles divers vers des maîtres de ce médium ;
- Habituer chaque artiste et artisan à une collaboration intime, de sorte que chacun devienne sensible et stimulant pour l'autre dans la situation de travail, en l'encourageant à expérimenter largement et à étendre le potentiel expressif du médium ;
- Stimuler de nouveaux marchés pour la lithographie ;
- Prévoir un format pour guider l'artisan à gagner sa vie en dehors de toute subvention ou dépendance totale de la poche de l'artiste ;
- Restaurer le prestige de la lithographie en créant réellement une collection d'impressions extraordinaires.

L'atelier propose ainsi des formations, des résidences et des bourses pour former ces maîtres imprimeurs. En 1970, l'atelier est intégré à la faculté des beaux-arts de l'université du Nouveau-Mexique à Albuquerque (Nouveau-Mexique) et devient le Tamarind Institute,.
Le bâtiments de l'atelier se situe sur la Central Avenue Southeast d'Albuquerque, soit sur la route 66 originale. En plus de l'atelier, le bâtiment propose une galerie publique, et des visites sont possibles. L'institution, forte de maîtres imprimeurs et de conservateurs, dispose d'un important fonds d'archives historiques et de plus de 8 000 lithographies produites dans l'atelier,. Le musée Amon Carter possède lui aussi un fonds important d'estampes qui y ont été produites entre 1963 et 1970, avec plus de 2 300 exemplaires.

## Artistes

### Maîtres imprimeurs
L'un des principaux objectifs de l'Institut Tamarind est la formation des imprimeurs. Au fil des ans, la formation de ces professionnels a évolué depuis sa création en 1960. Ce qui était au départ un cours de formation de base de huit semaines s'est finalement transformé en un programme de deux ans. Le programme comporte cinq niveaux : étudiant imprimeur, candidat imprimeur, assistant imprimeur, imprimeur principal et maître imprimeur. Plus de 100 certificats du programme de maître ont été délivrés par le Tamarind Institute.
Le premier maître imprimeur diplômé de Tamarind est Irwin Hollander (en), de l'atelier Hollander à New York. Joe Funk est le premier boursier de Tamarind, de 1960 à 1961,. De 1972 à 1973, Chen Lok Lee (en) reçut une bourse de la Fondation Ford, financée en partie par le National Endowment for the Arts, pour étudier à Tamarind. Lee a ensuite fondé Mantegna Press II, avec Richard Callner (en), à Philadelphie.

### Artistes ayant fréquenté le Tamarind Institute
Plus de 600 artistes sont passés par l'atelier du Tamarind Institute (en 2015). En voici ci-dessous une liste partielle,, :
- Rodolfo Abularach
- Clinton Adams
- Kinji Akagawa (en)
- Anni Albers[19]
- Josef Albers
- Garo Antreasian
- Polly Apfelbaum
- Ruth Asawa[20],[21]
- Alice Baber[22]
- Sandow Birk (en)
- Jack Boynton (en)
- Hans Burkhardt (en)
- Squeak Carnwath (en)
- Judy Chicago[4]
- Willie Cole (en)
- Bruce Conner[23]
- José Luis Cuevas
- Amy Cutler
- Roy De Forest (en)
- Dorothy Dehner (en)
- Richard Diebenkorn
- Lesley Dill (en)
- Jim Dine
- Burhan Doğançay
- Rafael Ferrer (en)[7]
- Walton Ford
- Sam Francis
- Tina Fuentes (en)
- Sonia Gechtoff
- Gego
- Françoise Gilot[7]
- Samia Halaby
- Frederick Hammersley (en)
- Harmony Hammond[4]
- Margo Humphrey (en)
- Richard Hunt[24]
- Luchita Hurtado[25]
- Matsumi Kanemitsu (en)[7]
- James Kelly (en)
- William Kentridge
- Elaine de Kooning
- Joyce Kozloff
- Nicholas Krushenick (en)[7]
- Robert Kushner (en)
- Hung Liu (en)
- Nicola López (en)
- George McNeil (en)[7]
- Eleanore Mikus (en)
- Louise Nevelson[26]
- Kenneth Price (en)[7]
- Joseph Raffael[27]
- Mel Ramos
- Deborah Remington[7]
- Willy Bo Richardson (en)[28]
- Edward Ruscha[7]
- Fritz Scholder (en)[4]
- Jaune Quick-to-See Smith[4]
- Kiki Smith[4]
- Robert Stackhouse (en)
- Hedda Sterne
- Donald Sultan (en)
- June Wayne

## Impact et postérité
Le fait d'embosser un symbole personnalisé sur chacune des estampe a contribué à donner du crédit aux artistes et du prestige à l'institution. L'atelier a ainsi établi plusieurs procédures désormais habituelles pour les tirages, telles que l'enregistrement précis et la documentation de chaque édition, et l'apposition d'une côtelette d'atelier et d'une côtelette d'imprimeur sur chaque épreuve ou impression en reconnaissance du rôle important de l'imprimeur. Beaucoup des artistes formés à l'atelier ont établi leur propre atelier dans tout le pays, contribuant à l'expansion de la technique de la lithographie.
L'institut crée des projets de collaboration et produit des livres, des vidéos et une revue intitulée The Tamarind Papers, contribuant à diffuser des informations sur la lithographie dans le monde de l'art et auprès du public dans le monde, y compris en Afrique, en Asie et en Amérique latine, ce qui a pour effet d'attirer des artistes de tous horizons dans l'atelier. 
Le Tamarind Institue a le mérite d'avoir fait revivre à lui seul la lithographie aux États-Unis et à susciter un nouvel intérêt à l'étranger,, à la fois dans la mesure où il a rendu ce moyen d'expression « respectable » et viable, et aussi parce que leurs recherches dévouées ont conduit à des avancées techniques et économiques ayant un impact visible sur la lithographie en particulier et sur la gravure en général ; par exemple, les encres résistantes à la lumière, le papier de gravure durable et régulier, les systèmes de repérage précis, l'impression sur plaques d'aluminium et les rouleaux légers de grand diamètre ne sont que quelques aspects importants de la gravure qui ont été créés ou perfectionnés par Tamarind,,. L'atelier explore aussi la possibilité d'exploiter la puissance des ordinateurs du XXIe siècle pour « tester librement des combinaisons de couleurs inhabituelles et des choix stylistiques innovants, sans perdre beaucoup de temps ni de matériaux précieux ». Au Canada, le NSCAD Lithography Workshop est créé en 1969 avec « l'objectif d'introduire au Canada la renaissance de la lithographie commencée dix ans plus tôt à l'atelier Tamarind ».
Le Tamarind Institute se distingue aussi pour sa formation de huit étudiants par an en maîtrise d'impression, ce qui est rare, voire unique,,. Très consciente de la sous-représentation des femmes et des Afro-Américains dans le monde de l'art, June Wayne s'est aussi efforcé d'en inclure un grand nombre dans la liste de Tamarind, ce qui est rare à l'époque. L'idée toujours d'actualité au XXIe siècle de la collaboration imprimeur américain/artiste est née avec June Wayne à l'atelier Tamarind.